# Лобов, Константин Юрьевич
Константи́н Ю́рьевич Ло́бов (род. 2 мая 1981, Колпино, Ленинград) — российский футболист, защитник.

## Биография

### Ранние годы
Воспитанник спортивной школы «Смена». Победитель 1-х Всемирных юношеских игр (Москва, 1998) в составе российской команды.

### Клубная карьера
В 1998—2001 годах выступал в зоне «Запад» второго дивизиона за «Зенит»-2 (фарм-клуб «Зенита» СПб, в 2001 году носил названия «Локомотив» и «Локомотив-Зенит-2»), провёл 99 игр, забил 8 голов. В 2002—2004 годах выступал за дубль «Зенита» (38 игр в турнире дублёров). В 2003—2004 годах играл за основную команду «Зенита» (15 игр в высшей лиге). С 2004 по 2007 год играл за клуб «Луч-Энергия» из Владивостока (в высшей лиге 16 игр и 1 гол, в первой — 47 игр и 1 гол). В 2006—2007 выступал также и за дубль «Луча-Энергии» (25 игр, 2 гола). В 2008—2009 годах играл за подольский «Витязь» в первом дивизионе. В сезоне-2010 выступал в первом дивизионе за «Динамо» (Санкт-Петербург). В 2011 году перешёл в клуб «Питер» (выступавший в любительском первенстве России). С декабря 2011 года выступал за ФК «Русь», с 2014 по 2017 — вновь за «Зенит-2». Завершил карьеру в 2017 году.

### Тренерская карьера
Тренерскую карьеру Лобов начал, работая в «Зените-2». В тренерском штабе Константина Зырянова находился также в молодёжной команде «Зенита» и новороссийском «Черноморце».

## Достижения
- Серебряный призёр чемпионата России 2003 («Зенит»)
- Победитель Первого дивизиона первенства России 2005 («Луч-Энергия»)
- Обладатель Кубка Премьер-Лиги 2003
- Серебряный призёр турнира дублёров РФПЛ: 2002